# Wrota niebios
Wrota niebios (ang. Heaven's Gate) – amerykański western z 1980 roku, nakręcony przez Michaela Cimino i opowiadający o krwawej wojnie w hrabstwie Johnson pomiędzy pionierami a europejskimi emigrantami.

## Fabuła
James Averill jest szeryfem w Wyoming. To człowiek twardy, z zasadami, ale równocześnie dobroduszny, kochający prostytutkę i zdecydowany wspomóc osadników w ich nierównej walce z okrutnymi hodowcami bydła. Dochodzi do starcia między emigrantami a członkami Towarzystwa Hodowców Bydła, dowodzonymi przez najemnika Nathana Championa.

## Obsada
- Kris Kristofferson – szeryf James Averill
- Christopher Walken – Nathan D. Champion
- John Hurt – Billy Irvine
- Sam Waterston – Frank Canton
- Brad Dourif – pan Eggleston
- Isabelle Huppert – Ella Watson
- Jeff Bridges – John L. Bridges
- Ronnie Hawkins – major Wolcott
- Paul Koslo – burmistrz Charlie Lezak
- Geoffrey Lewis – Traper Fred

## Produkcja

### Korzenie filmu
Cimino, twórca filmu, był reprezentantem nowej amerykańskiej szkoły filmowej, składającej się z takich twórców jak Francis Ford Coppola, Peter Bogdanovich czy też William Friedkin, która przy aprobacie producentów wydawała sięgające ówczesnych kilkudziesięciu milionów dolarów sumy na wystawne widowiska, które w teorii miały przynieść równie wielkie zyski. Pozwolenie producentów na szastanie pieniędzmi zmalało wraz z pojawieniem się takich filmów jak Cena strachu i Zadanie specjalne Friedkina, Ten od serca Coppoli oraz właśnie Wrota niebios Cimino - wszystkie te filmy, niezależnie od wartości artystycznej, okazały się komercyjnymi porażkami (co niekoniecznie oznaczało, że były to filmy złe - Cena strachu weszła na ekrany kilka tygodni po premierze Gwiezdnych wojen i przepadła na ekranach, podczas gdy film Lucasa wyświetlano przy pełnych salach).
United Artists była wytwórnią założoną w roku 1919 przez filmowców - wśród założycieli byli m.in. David Wark Griffith, Mary Pickford i Charles Chaplin. Wytwórnia była znana z tego, że dawała twórcom wolną rękę w tworzeniu ich dzieł. Pod koniec lat 70., gdy UA była własnością wielkiej firmy Transamerica, doszło w firmie do rozłamu - po sporze z zarządem firmy Transamerica dwaj szefowie United Artists - Arthur Krim i Bob Benjamin - uważając, że firma ta próbuje przejąć kontrolę nad powstawaniem filmów pod egidą UA, opuścili firmę i założyli własną wytwórnię Orion Pictures. Ponieważ wraz z nimi odeszło wielu doświadczonych producentów i urzędników - nagle na czele wytwórni znaleźli się młodzi, niemający doświadczenia i reputacji poprzedników ludzie (m.in. Steven Bach). Postanowili oni zainaugurować swoją działalność w UA mocnym akcentem: wyprodukować film, który będzie dużym sukcesem kasowym i artystycznym, co udowodni publiczności i środowisku Hollywood, że zmiana kierownictwa United Artists pozostanie bez wpływu na dalszą działalność wytwórni.
Wybór świeżo upieczonego kierownictwa padł na Michaela Cimino, który właśnie zdobył uznanie i sławę swym filmem Łowca jeleni. Cimino jeszcze w roku 1971 napisał scenariusz pt. The Johnson County War, opowiadający o starciu między imigrantami z Europy Środkowej a bogatymi ranczerami, którzy (działając za cichym przyzwoleniem rządu Stanów Zjednoczonych) wynajmują najemników, by ci zamordowali grupę 125 najbardziej aktywnych w walce o ziemię imigrantów. Przez całe lata nie udało mu się jednak zdobyć środków na jego realizację. Teraz Cimino powrócił do scenariusza, zmienił tytuł na Heaven's Gate i rozpoczął przygotowania do produkcji.

### Realizacja
Produkcja filmu rozpoczęła się 16 kwietnia 1979 roku w Parku Narodowym Glacier w stanie Montana. Cimino, będący zarówno reżyserem, jak i scenarzystą, nieustannie przedłużał termin zakończenia prac nad filmem, ustalony na 14 grudnia. Kluczowym czynnikiem okazał się skrajny perfekcjonizm reżysera, który pilnował każdego detalu na ekranie (gdy zobaczył zbudowane według swoich ścisłych wytycznych dekoracje, przedstawiające ulicę miasta, nakazał je rozebrać i każdą przesunąć o metr w tył, choć scenograf wskazał, że wystarczyłoby rozebrać jedną i przesunąć ją o dwa metry w tył. Minimalna liczba dubli przy kręceniu poszczególnych scen wynosiła 31 powtórek; nierzadko scenę trwającą na ekranie kilkanaście-kilkadziesiąt sekund kręcono przez cały dzień. Reżyser potrafił też zatrzymać pracę całej ekipy i czekać, aż na niebie pokaże się chmura, której kształt mu się spodoba, i wtedy zacząć kręcić. Nowe kierownictwo United Artists próbowało wywrzeć presję na Cimino, ten jednak okazał się niezwykle zręcznym manipulatorem (co udowodnił już podczas wstępnego etapu produkcji, gdy pomimo zdecydowanego sprzeciwu bossów UA udało mu się przeforsować Isabelle Huppert w głównej roli żeńskiej). Wszelkie próby wywierania jakiegokolwiek wpływu ograniczył w bardzo prosty sposób: jako producenta filmu (teoretycznie jedyną osobę mogącą bezpośrednio wywierać wpływ na reżysera) wybrał Joann Carelli - swoją ówczesną dziewczynę, co oznaczało, że praktycznie nie było możliwości ingerencji w jego decyzje. Zdjęcia zakończono dopiero w marcu 1980 roku, a należy tu dodać, że dzień nagrywania filmu kosztował 200 tysięcy dolarów. Wskutek tego przewidywany budżet filmu powiększył się z 7,5 miliona do 44 milionów dolarów. Planowano nawet zastąpienie Cimino innym reżyserem. Powstałą wersję, trwającą 5 godzin i 25 minut, kierownictwo studia United Artists musiało przyciąć do 3 godzin i 39 minut.

## Premiera filmu
Wrota niebios po wprowadzeniu do kin stały się spektakularną klapą. Do kasy filmowej wpłynęły zaledwie 3 miliony dolarów. Strata - ok. 41 mln $ - była jak na ówczesne czasy gigantyczna. Podczas uroczystej premiery 19 listopada 1980, podczas krótkiej przerwy (intermission) w środku filmu, część publiczności wyszła z sali. Film zyskał bardzo niepochlebne opinie. Krytyk „New York Timesa” Vincent Canby nazwał film Cimino „nieocenialną katastrofą” i przyrównał go do „wymuszonego czterogodzinnego spaceru po własnym salonie”. Canby stwierdził również ironicznie, że reżyser sprzedał duszę diabłu, a po stworzeniu przez niego oscarowego filmu Łowca jeleni czart natychmiast mu ją zabrał. Powstało wiele innych szydzących recenzji na temat zawiłej, niewłaściwie zakończonej fabuły. Joe Queenan z „The Guardian” uznał Wrota niebios za najgorszy film w historii. Sam film otrzymał Złotą Malinę w kategorii Najgorszy reżyser oraz był czterokrotnie nominowany w kategorii Film, Scenariusz, Muzyka i Główna rola męska (Kris Kristofferson). Po tygodniu wyświetlania 219-minutowej wersji, Cimino podjął decyzję o wycofaniu jej z kin oraz o powtórnym przemontowaniu całości. Tak powstała wersja 149-minutowa, która trafiła na ekrany w maju 1981 - i przeszła niezauważona.
Oburzenie obrońców praw zwierząt wywołał fakt, iż zabito na planie cztery konie, między innymi za pomocą takiej broni jak dynamit, oraz hekatomba drobiu. Zgorszenie spowodowane okrutnym traktowaniem zwierząt na planie później doprowadziło do nowych regulacji na temat wykorzystywania zwierząt w filmie.
Europejscy krytycy filmowi natomiast byli mniej emocjonalnie nastawieni do Wrót niebios. Zauważono epicki rozmach dzieła oraz drobiazgowe dekoracje, dzięki którym produkcja otarła się o Oscara. Dzieło Cimino zostało nominowane do Złotej Palmy w Cannes.
Jednakże film ten zarazem spowodował głęboki wstrząs w Hollywood. United Artists zbankrutowało i zostało wchłonięte przez MGM. Wprowadzono znaczne restrykcje co do tworzonych scenariuszy, ograniczono inwencję twórczą reżyserów, postawiono na produkcje, które mogły przynieść pewniejszą popularność. Równocześnie western jako gatunek znalazł się w głębokim kryzysie i największe wytwórnie nie produkowały już filmów z tego gatunku.
Znany w połowie lat 80. kanał amerykański Z Channel był wówczas jedynym kanałem, który zdecydował się na puszczanie nieocenzurowanych wersji filmów. Jerry Harvey, administrator kanału, zdecydował się na opublikowanie pierwotnej 219-minutowej wersji filmu. Tym samym ocalił on dzieło od niebytu, a ta wersja zyskała miano „wersji reżyserskiej” („Director's Cut”), którą później MGM wydało na kasetach VHS. W ten sposób przypomniano sobie o innych westernach, wydawanych w powtórnym obiegu, przy okazji tworząc system domowej redystrybucji o dochodach porównywalnych z kinowymi.

## Nagrody i nominacje
Oscary za rok 1981
- Najlepsza scenografia i dekoracje wnętrz - Tambi Larsen, James L. Berkey (nominacja)

Złota Malina 1981
- Najgorsza reżyseria - Michael Cimino
- Najgorszy film - Joann Carelli (nominacja)
- Najgorszy scenariusz - Michael Cimino (nominacja)
- Najgorsza muzyka - David Mansfield (nominacja)
- Najgorszy aktor - Kris Kristofferson (nominacja)